# Trehörningssjön (Arnäs socken, Ångermanland)
Trehörningssjön är en sjö i Örnsköldsviks kommun i Ångermanland och ingår i Idbyåns huvudavrinningsområde. Sjön har en area på 0,199 kvadratkilometer och ligger 147 meter över havet. Sjön avvattnas av vattendraget Kakubölesån.

## Delavrinningsområde
Trehörningssjön ingår i det delavrinningsområde (703788-164541) som SMHI kallar för Utloppet av Trehörningssjön. Medelhöjden är 204 meter över havet och ytan är 3,8 kvadratkilometer. Räknas de 7 avrinningsområdena uppströms in blir den ackumulerade arean 21,17 kvadratkilometer. Kakubölesån som avvattnar avrinningsområdet har biflödesordning 2, vilket innebär att vattnet flödar genom totalt 2 vattendrag innan det når havet efter 21 kilometer. Avrinningsområdet består mestadels av skog (77 procent) och öppen mark (12 procent). Avrinningsområdet har 0,2 kvadratkilometer vattenytor vilket ger det en sjöprocent på 5,1 procent.